# Bruno Timm (Politiker)
Bruno Timm (* 13. September 1940 in Heidmühlen; † 25. Oktober 1994) war ein deutscher Politiker (CDU). Er war von 1992 bis zu seinem Tod 1994 Mitglied des Landtages von Schleswig-Holstein.

## Leben
Nach der mittleren Reife machte Timm 1958 bis 1961 eine Verwaltungslehre, 1961 bis 1972 war er Soldat. 1972 bestand er die Begabtensonderprüfung und studierte anschließend an der Pädagogischen Hochschule, 1975 machte er die 1. Staatsprüfung. Anschließend war er bis 1983 als Studienleiter in der Erwachsenenbildung tätig. Von 1984 bis 1992 war er als Angestellter und Beamter im Landesdienst. Timm war verheiratet und hatte zwei Kinder.
Von 1963 bis 1975 war Timm Mitglied im Deutschen Bundeswehrverband. 1965 trat er in die CDU ein, 1972 in die Christlich-Demokratische Arbeitnehmerschaft (CDA). 1975 trat er der Gewerkschaft ÖTV bei. In der CDA wurde er Kreisvorsitzender des Kreisverbandes Segeberg und stellvertretender Landesvorsitzender. In den Jahren von 1972 bis 1974 und wieder ab 1988 war Timm Kreistagsabgeordneter, seit 1990 auch Vorsitzender der CDU-Kreistagsfraktion.
Bei der Landtagswahl 1992 wurde er über die Landesliste der CDU in den Landtag gewählt. Nach seinem Tod rückte für ihn Gero Storjohann nach.
Der CDA-Kreisverband Segeberg vergibt jährlich in Erinnerung an ihn den Bruno-Timm-Preis für soziales Engagement.